# Петрова, Любовь Васильевна
Любо́вь Васи́льевна Петро́ва (в девичестве Ле́бедева; 27 сентября 1919, Костромская губерния — 11 сентября 2011, Кемерово) — звеньевая колхоза «Ударник полей» Промышленновского района Кемеровской области, Герой Социалистического Труда (1949).

## Биография
Родилась в 1919 году в Костромской губернии (ныне Костромская область). По национальности русская.
Во второй половине 1940-х годов работает звеньевой звена картофелеводов в колхозе «Ударник полей» (центральная усадьба — посёлок Промышленная) Промышленновского (до 1946 года — Титовского) района Кемеровской (до января 1943 года — Новосибирской) области. По итогам работы в 1948 году звено собрало урожай картофеля 501,6 центнера с гектара на участке 3 гектара.
Указом Президиума Верховного Совета СССР от 25 февраля 1949 года «за получение высоких урожаев пшеницы, ржи и картофеля в 1948 году» Л. В. Лебедева удостоена звания Героя Социалистического Труда с вручением ордена Ленина и золотой медали «Серп и Молот».
Этим же указом звания Героя Социалистического Труда были удостоены председатель колхоза Анатолий Никанорович Ермолов, бригадир Иван Иванович Веселов, звеньевые Матрёна Борисовна Долбня и Мария Моисеевна Шевченко.
В 1950 году председатель колхоза Анатолий Никанорович Ермолов был лишён звания Героя Социалистического Труда за недостоверные сведения о состоянии колхозного хозяйства и завышенные показатели по урожайности зерновых. Любовь Петрова сохранила свой почётный статус Героя Социалистического Труда.
Проживала в посёлке Промышленная. Дальнейшая судьба неизвестна.
Награждена орденом Ленина (25.02.1949), медалями.